# Franz Klein (ministr)
Franz Klein (24. dubna 1854 Vídeň – 6. dubna 1926 Vídeň) byl rakousko-uherský, respektive předlitavský právní teoretik, vysokoškolský pedagog a politik, v letech 1905–1908 a znovu roku 1916 ministr spravedlnosti Předlitavska.

## Biografie
Vystudoval práva na Vídeňské univerzitě, kde v roce 1878 získal titul doktora práv. V roce 1873 složil soudcovské zkoušky, roku 1883 advokátské zkoušky. V období let 1878–1885 působil jako advokátní koncipient. Od roku 1885 vyučoval civilní procesní právo na Vídeňské univerzitě, kde později dosáhl titulu profesora. V roce 1891 přešel na ministerstvo spravedlnosti jako ministerský tajemník. Patřil zde k hlavním osobám při přípravě zákonů. V roce 1893 se podílel na předložení novel několika zákoníků předložených vládou do parlamentu.
Zapojil se i do politiky. V roce 1905 se stal členem Panské sněmovny. Vrchol jeho politické kariéry nastal na počátku 20. století, kdy se za druhé vlády Paula Gautsche stal ministrem spravedlnosti. Post si udržel i v následující vládě Konrada Hohenloheho a vládě Maxe Becka. Funkci zastával v období 1. ledna 1905 – 15. listopadu 1908. Podílel se na přijetí zásadních právních norem.
Do předlitavské vlády se ještě krátce vrátil v roce 1916 ve druhé vládě Ernesta von Koerbera, opět jako ministr spravedlnosti (funkci držel jen po několik týdnů v období 31. října 1916 – 20. prosince 1916).
Po zániku Rakouska-Uherska kandidoval v roce 1919 ve volbách do ústavodárného Národního shromáždění Německého Rakouska za stranu Bürgerliche Demokraten. O pouhých 60 hlasů mu ale zisk mandátu unikl. Roku 1919 byl rovněž členem rakouské delegace na jednání o Saint-Germainské mírové smlouvě.